# ユースフ (クルアーン)
『ユースフ』とは、クルアーンにおける第12番目の章（スーラ）。111の節（アーヤ）から成る。
スーラの冒頭に神秘文字（Muqatta'at）が置かれている（計29スーラ）うちの一つ。
『ユースフ』は他の章と違って一度に全て啓示されており、この点で独特である。クルアーンで言及される他の預言者と違って、預言者ユースフの物語はユースフに充てられたこの章でのみ語られる。クルアーンの章の多くは同じくだりを繰り返すが本章では繰り返しがない。本章は一続きの話に重点を置いており、語られる順序は時系列順である。15ページを覆う文章によってこの物語はクルアーンの中で異彩を放っており、様々なテーマや教訓を含む。
本章は1617年にトマス・エルペニウスによってラテン語訳され、17世紀中にルター派教会の協力のもとでのクルアーンの翻訳に伴ってアラビア語-ラテン語対訳が出版された。

## 章句の例

### クルアーン 12:1-7
アラビア語原文: (bismillah)
بِسْمِ اللَّهِ الرَّحْمَٰنِ الرَّحِيمِ‎

الر  ۚ تِلْكَ آيَاتُ الْكِتَابِ الْمُبِينِ ﴿١﴾ إِنَّا أَنْزَلْنَاهُ قُرْآنًا عَرَبِيًّا لَعَلَّكُمْ تَعْقِلُونَ ﴿٢﴾ نَحْنُ نَقُصُّ عَلَيْكَ أَحْسَنَ الْقَصَصِ بِمَا أَوْحَيْنَا إِلَيْكَ هَٰذَا الْقُرْآنَ وَإِنْ كُنْتَ مِنْ قَبْلِهِ لَمِنَ الْغَافِلِينَ ﴿٣﴾ إِذْ قَالَ يُوسُفُ لِأَبِيهِ يَا أَبَتِ إِنِّي رَأَيْتُ أَحَدَ عَشَرَ كَوْكَبًا وَالشَّمْسَ وَالْقَمَرَ رَأَيْتُهُمْ لِي سَاجِدِينَ ﴿٤﴾ قَالَ يَا بُنَيَّ لَا تَقْصُصْ رُؤْيَاكَ عَلَىٰ إِخْوَتِكَ فَيَكِيدُوا لَكَ كَيْدًا  ۖ إِنَّ الشَّيْطَانَ لِلْإِنْسَانِ عَدُوٌّ مُبِينٌ ﴿٥﴾ وَكَذَٰلِكَ يَجْتَبِيكَ رَبُّكَ وَيُعَلِّمُكَ مِنْ تَأْوِيلِ الْأَحَادِيثِ وَيُتِمُّ نِعْمَتَهُ عَلَيْكَ وَعَلَىٰ آلِ يَعْقُوبَ كَمَا أَتَمَّهَا عَلَىٰ أَبَوَيْكَ مِنْ قَبْلُ إِبْرَاهِيمَ وَإِسْحَاقَ  ۚ إِنَّ رَبَّكَ عَلِيمٌ حَكِيمٌ ﴿٦﴾ ۞ لَقَدْ كَانَ فِي يُوسُفَ وَإِخْوَتِهِ آيَاتٌ لِلسَّائِلِينَ ﴿٧﴾‎
井筒俊彦訳:

#アリフ・ラーム・ミーム。これは、まごうかたない啓典の徴。 
1. いま我らがこれを特にアラビア語のクルアーンとして下すのは、なろうことならお前たちにもわからせてやろうと思ってのこと。
2. 以前は汝も他の人々と同じくうかうか暮しておったものだが、今、我らはここにこのクルアーンを特に汝に掲示して、世にも美しい物語を聞かせようとする。
3. ユースフがその父にこう言ったときのこと、「お父さん、僕、十一の星と太陽と月を(夢)に見ました。みんな僕の前に跪いて礼拝していましたよ」と。
4. 彼が言った、「これ、お前、その夢の話しを兄さんたちにしてはならぬぞ。きっと何かお前に悪だくみをしかけるだろうから。いいかね、シャイターンというやつは人間の不倶戴天の敵なのだよ。
5. そういうことであれば、きっと主がお前をお選びになって、お前に世の出来事の(深い)意味を教え、お前と、それからヤアクーブ一家の上に恩寵を全うなさるおつもりであろう。その昔、お前の御先祖イブラーヒームとイスハークの上に全うなされたように。ほんとうに、主は全知にして賢くおわします」と。
6. まことにこのユースフとその兄たちの(話し)こそ、もの問うてやまぬ人々にとって、(神の栄光を)最もよくあらわすものというべきである。
—『コーラン(中)』井筒俊彦訳、岩波文庫、1964年11月16日改版、p28-p29、本文中の註釈は省略

## ユースフの物語
『ユースフ』で語られる物語は預言者ユースフ(ヨセフ)に関するものである。ユースフは夢解釈の才能があるヤアクーブ(ヤコブ)の息子である。ある日ユースフが夢を見てその夢を父に話したところ、父はユースフが預言者となることにすぐさま気付いた。父は息子に危害を避けるため夢のことを兄たちに言わないように言った。しかし、ヤアクーブがユースフを特に可愛がっていたためにユースフの兄たちは嫉妬を抱いていた。父がユースフではなく自分たちを愛するようになるために、彼らはユースフを駆逐することを望んだ。彼らの最初の計画はユースフを殺してしまうことだったが、後に井戸に投げ落としてしまうことにした。彼らは父には狼がユースフを殺してしまったと嘘をついた。その後、隊商がユースフを井戸から助け出したが、彼らはユースフをエジプト人に売ってしまった。そのエジプト人はユースフを引き取って自分の息子にしようとした。その後、そのエジプト人の妻はユースフを誘惑しようとしたが彼は抵抗した。抵抗に遭った妻はユースフが自分を害そうとしたと訴え、ユースフが厳しく罰されるか牢屋送りになることを要求した。その結果ユースフは牢屋に送られた。
牢屋の中でユースフは二人の男と出会い、囚人の見た夢を解釈した。その後その囚人は釈放されるが、ユースフはその囚人に自分の夢解釈の才能を王に売り込むように頼んだ。ある日王が夢を見ると、釈放された囚人がユースフについて述べた。その結果ユースフは王の夢を解釈することになったが、それはエジプトが七年間の干ばつに見舞われることを暗示するものであった。王はユースフに褒美を与えるために彼を釈放するように命じ、彼の罪状について調べもした。ユースフを誘惑したエジプト人の妻は彼が無実だと証言し、事実が明かされた。ユースフはエジプトで権威を得た。
七年間の干ばつの間に、ユースフの兄たちが一族の食料のためにエジプトを訪れた。ユースフは彼らを見てすぐに自分の兄たちだと気付いたが兄たちは彼がユースフだと気付かなかった。今や高位に就いているユースフは彼らがやってきた次の年に彼らの末の弟(ベニヤミン)を連れてくるように命じた。兄たちが彼らの末の弟を連れてくると、ユースフは兄たちを差し置いてベニヤミンだけに素性を明かした。そしてユースフは一計を案じてベニヤミンに盗難の濡れ衣を着せて家族から引き離し、彼を自分の手元に置いた。その後、兄たちや父ヤアクーブが貧困に陥ってユースフのもとに来ると、そこでユースフは彼らを助けるとともに素性を明かして「自分と一緒に暮らそう」と言った。

## 啓示
『ユースフ』が啓示されたのがいつかははっきりしていないが、ダワー(改宗)から10年目もしくは11年目であったとされる。これはヒジュラの2～3年前にあたる。本章はムハンマドの生涯の研究者が「アム・アル・フズン」(悲嘆あるいは落胆の年)と呼ぶ年より後に啓示された。アム・アル・フズンとはムハンマドが悲しみふさぎ込んでいた年である。この年に彼はいくつかの困難に直面したが、そのうち三つの困難が特に重要である。三つのうちの第一は彼の叔父アブー＝ターリブの死である。アブー＝ターリブはムハンマドにとって実父が死んで以降父の代わりとなった存在であり、啓示を受けて以降ムハンマドが迫害を受けた際に彼を守った人物の一人であった。第二の悲劇はムハンマドの愛した一人目の妻ハディージャの死とともにやってきた。彼女は彼の受けたメッセージを最初に信じた人物であるとともに彼に安らぎを与えた人であった。この二人の死は、彼らがムハンマドの遍歴において彼を動機付け、彼を守ってきた人々であっただけに、ムハンマドにとって痛手であった。叔父が死んで以降のマッカで、ムハンマドが人々にイスラームに改宗するように説いている間、異教徒たちはムハンマドに酷い困難を味わわせた。ターイフの町からよい返事が来るのを期待しつつムハンマドはマッカを離れた。しかし、彼が失望したことには、ターイフの人々は彼を歓迎せず、彼に苦難を味わわせ、彼に石を投げて町の外まで追い回したのであった。彼は傷つき血を流して、ターイフの人々に対する失望の他には何も持たずに去った。本章は彼の精神的高揚を表し、彼をその失意から癒やした。

### その他の所見
ムハンマドに下された啓示を彩る三つの決定的な事件と共に、研究者は本章の啓示に先立つ他の出来事に言及している。クライシュ族の人々はムハンマドの知識や霊的能力を信じていなかったので彼を試そうとした。彼らは彼を預言者だと信じず、真の預言者だけが応えられるであろう質問をして彼を罠にはめようと計画した。ユースフと彼の兄弟の物語についてマッカの人々は知識がなく聞いたことがないものであった。聖書にいうヨセフならばキリスト教徒やユダヤ教徒に知られていたがクライシュ族には知られていなかった。この物語を朗誦してみると真の預言であるとわかったが、人々はムハンマドがこの預言を授かったということを信じなかった。ムハンマドは質問された際に、この語られざる物語に関しての啓示を通じた全ての知識を明らかにした。 
マッカの町でムハンマドが苦難に遭って後、ユースフの物語は人々の精神を高揚させるために啓示された。彼らは「おおアッラーの御使いよ、苦難に遭っている我々にもそれらの物語を教えてください」と問うた。このときムスリムたちは迫害されてマッカから立ち去ることを余儀なくされており、不意の混乱のときであった。このことが啓示の第二の結論として立ち現われた、というのはムハンマドの物語が精神的な導きおよび希望となったのである。 

## 『ユースフ』の主な主題

### 預言者の信仰
ムハンマド以前の預言者達も彼と同じ信仰を持っていた。預言者イブラーヒーム(アブラハム)、イスハーク(イサク)、ヤアクーブ(ヤコブ)、ユースフ(ヨセフ)らは人々をムハンマドのものと同じメッセージへ導いた。

### ムスリムの徳性
- アッラーの存在を知っており、自身の行いに責任を持っている

- 神の法に定められた限界のもとにいる間、自身の目的を追求する

- 物事の成功も失敗も完全に神の手の内に在り、何事もアッラーが引き起こすのであって誰もそれを止められないと信じる

- 真実のために努力して、アッラーに信頼を置く[11]

### 信頼と勇気
ユースフの物語を通じて、真にイスラーム的な徳性を持つ者はその徳性の力によって世界を支配できるとアッラーは信徒に説いている。預言者ユースフの例によって、高潔な徳性を持つ者は苦境に打ち勝ち成功できることが示されている。

### 本章の目的
1. ムハンマドが預言者であり、彼の知識が彼の知識が啓示よりむしろ根拠のない情報に基づくものではないという証拠を与えること。
2. 物語の主題をクライシュ族(メッカを支配していた一族)に当てはめて、彼らと預言者ムハンマドとの軋轢がムハンマドの彼らに対する勝利に終わると警告する。第7節に述べられている: 「まことにこのユースフとその兄たちの(話し)こそ、もの問うてやまぬ人々にとって、(神の栄光を)最もよくあらわすものというべきである。」 　この「もの問うてやまぬ人々」がクライシュ族を指すとされる。

## ユースフとズライハ
ユースフを誘惑する人妻は名がないが、1083年頃のペルシャの詩人アマーニーがズライハという名で恋愛叙事詩として書き、13世紀にサアディーの『果樹園』にも現れる。ジャーミー（1414-1492）には『ユースフとズライハ』（1483）という長編叙事詩があり、岡田恵美子によって日本語訳されている（平凡社東洋文庫、2012）。